# Cordilura rufimana
Cordilura rufimana är en tvåvingeart som först beskrevs av Johann Wilhelm Meigen 1826.  Cordilura rufimana ingår i släktet Cordilura och familjen kolvflugor. Inga underarter finns listade i Catalogue of Life.